# Тайрон Мінгз
Тайрон Мінгз (англ. Tyrone Mings, нар. 19 березня 1993, Бат) — англійський футболіст, захисник клубу «Астон Вілла» та національної збірної Англії.

## Клубна кар'єра

### Ранні роки
Народився 19 березня 1993 року в місті Бат. Вихованець юнацьких команд футбольних клубів «Саутгемптон» та «Бристоль Роверс». На початку своєї дорослої кар'єри грав у аматорських клубах «Єйт Таун» та «Чіппенем Таун».

### «Іпсвіч Таун»
У професіональному футболі дебютував 2012 року виступами за команду «Іпсвіч Таун», в якій провів три сезони, взявши участь у 57 матчах Чемпіоншипу. Перший матч за команду провів 4 травня 2013 року в 46-му турі чемпіонату проти «Бернлі» (0:2). Цей матч так і залишився єдиним у тому розіграші. У сезоні 2013/14 взяв участь у 16-ти матчах чемпіонату, а з наступного став гравцем основного складу, провівши 42 гри в чемпіонаті (включаючи плей-оф). «Іпсвіч» посів 6-е місце, що дало право грати в плей-оф за вихід в Прем'єр-лігу. В іграх плей-оф команда поступилася «Норвіч Сіті».

### «Борнмут»
26 червня 2015 року підписав чотирирічний контракт з новачком Прем'єр-ліги клубом «Борнмут», ставши найдорожчим придбанням в історії «Борнмута» — новий клуб заплатив за нього 8 мільйонів фунтів. Дебютував за клуб 25 серпня 2015 року в матчі 2-го раунду Кубка Ліги проти «Гартлпул Юнайтед» (4:0). Перший матч у Прем'єр-лізі провів 29 серпня 2015 року в 4-му турі проти «Лестер Сіті» (1:1). Однак він отримав серйозну травму коліна через шість хвилин після того, як вийшов на заміну у перерві і за прогнозами лікарів мав пропустити 9-12 місяців. Насправді ситуація вийшла ще гіршою і Мінгз повернувся на поле лише за півтора роки, в матчі проти «Міллволла» (3:0) у третьому турі Кубка Англії 7 січня 2017 року і до кінця сезону 2016/17 зіграв ще 7 матчів у чемпіонаті.
У сезоні 2017/18 Тайрон зіграв лише 4 матчі в чемпіонаті, а найбільш запам'ятався тим, що 8 березня 2017 року Мінгс був дискваліфікований ФА на п'ять матчів після того, як англієць наступив на голову Златана Ібрагімовича в матчі проти «Манчестер Юнайтед» незадовго до цього.

### «Астон Вілла»
Наступного сезону футболіст теж рідко виходив на поле, тому 31 січня 2019 року був відданий в оренду до кінця сезону в «Астон Віллу» з Чемпіоншипу. Дебютував у «Віллі» 2 лютого в матчі проти «Редінга». Поєдинок став предметом суперечок після інциденту, коли Мінгз наступив на обличчя нападника «Редінга» Нельсона Олівейри, зламавши португальцю ніс і серйозно пошкодивши обличчя. Пізніше Тайрон вибачився, наполягаючи, що це не було навмисно. Оскільки арбітр Джефф Елтрінгем побачив інцидент і визначив, що він був випадковим, жодних покарань до Мінгза не було вжито. А вже у наступній грі Мінгз забив свій перший гол за «Астон Віллу» — 8 лютого 2019 року на 82-й хвилині домашньої гри проти «Шеффілд Юнайтед». На той момент «віллани» програвали з рахунком 3:0, але зуміли створити пізній камбек, завершивши гру внічию 3:3. Незважаючи на низькі результати «Вілли» на той час, Мінгз швидко став фаворитом фанатів, а після повернення з лазарету Джека Гріліша, команда видала неймовірну 10-матчеву виграшну серію, в п'ятому матчі з яких з яких Мінгз забив переможний гол у грі з «Блекберн Роверз» (2:1). Завдяки цьому команді вдалось посісти підсумкове 5 місце і вийти в плей-оф. Там 27 травня 2019 року Мінгз з командою у фіналі здолав «Дербі Каунті» (2:1) та вийшов до Прем'єр-ліги.
Після цього 8 липня 2019 року Мінгз підписав повноцінний контракт з «Астон Віллою», яка заплатила за гравця 20 мільйонів фунтів стерлінгів, а бонуси можуть становити ще до 25 мільйонів. У сезоні 2019/20 Мінгз залишався одним із лідерів захисту «Астон Вілли» і допоміг їй посісти 17 місце та зберегти прописку в еліті, а також дійти до фіналу Кубка Футбольної ліги, тому 21 вересня 2020 року підписав новий чотирирічний контракт з командою. Станом на 16 листопада 2020 року відіграв за команду з Бірмінгема 55 матчів в національному чемпіонаті.

## Виступи за збірну
14 жовтня 2019 року дебютував в офіційних матчах у складі національної збірної Англії в матчі відбіркового раунду чемпіонату Європи 2020 року проти Болгарії (6:0), відігравши увесь матч.
| Дата       | Місто    | Господарі | Результат | Гості    | Турнір                               | Голи | Примітки |
| ---------- | -------- | --------- | --------- | -------- | ------------------------------------ | ---- | -------- |
| 14-10-2019 | Софія    | Болгарія  | 0 – 6     | Англія   | Відбір до ЧЄ 2020                    | -    |          |
| 17-11-2019 | Приштина | Косово    | 0 – 4     | Англія   | Відбір до ЧЄ 2020                    | -    |          |
| 8-10-2020  | Лондон   | Англія    | 3 – 0     | Уельс    | товариський матч                     | -    | 58'      |
| 14-10-2020 | Лондон   | Англія    | 0 – 1     | Данія    | Ліга націй УЄФА 2020-2021 - 1-й етап | -    | 36'      |
| 12-11-2020 | Лондон   | Англія    | 3 – 0     | Ірландія | товариський матч                     | -    | 64'      |
| 15-11-2020 | Брюссель | Бельгія   | 2 – 0     | Англія   | Ліга націй УЄФА 2020-2021 - 1-й етап | -    |          |
| 18-11-2020 | Лондон   | Англія    | 4 – 0     | Ісландія | Ліга націй УЄФА 2020-2021 - 1-й етап | -    | 64'      |
| Усього     |          | Матчів    | 7         |          | Голів                                | 0    |          |

## Титули і досягнення
- Віце-чемпіон Європи: 2020